# Sjötorp (Västergötland)
Sjötorp is een plaats in de gemeente Mariestad in het landschap Västergötland en de provincie Västra Götalands län in Zweden. De plaats heeft 551 inwoners (2005) en een oppervlakte van 86 hectare. De plaats ligt waar het Götakanaal het Vänermeer in stroomt.

## Verkeer en vervoer
Bij de plaats loopt de Riksväg 26.